# Henri Avagyan
Henri Avagyan (in armeno Հենրի Ավագյան?; Erevan, 16 gennaio 1996) è un calciatore armeno, portiere del P'yownik.

## Palmarès

### Competizioni nazionali
- Supercoppa d'Armenia: 1

Alaškert: 2018
- Coppa d'Armenia: 2

Alaškert: 2018-2019
Noravank: 2021-2022
- Campionato armeno: 1

P'yownik: 2023-2024